# Agul járás
Az Agul járás (oroszul: Агульский район) Oroszország egyik járása Dagesztánban. Székhelye Tpig.

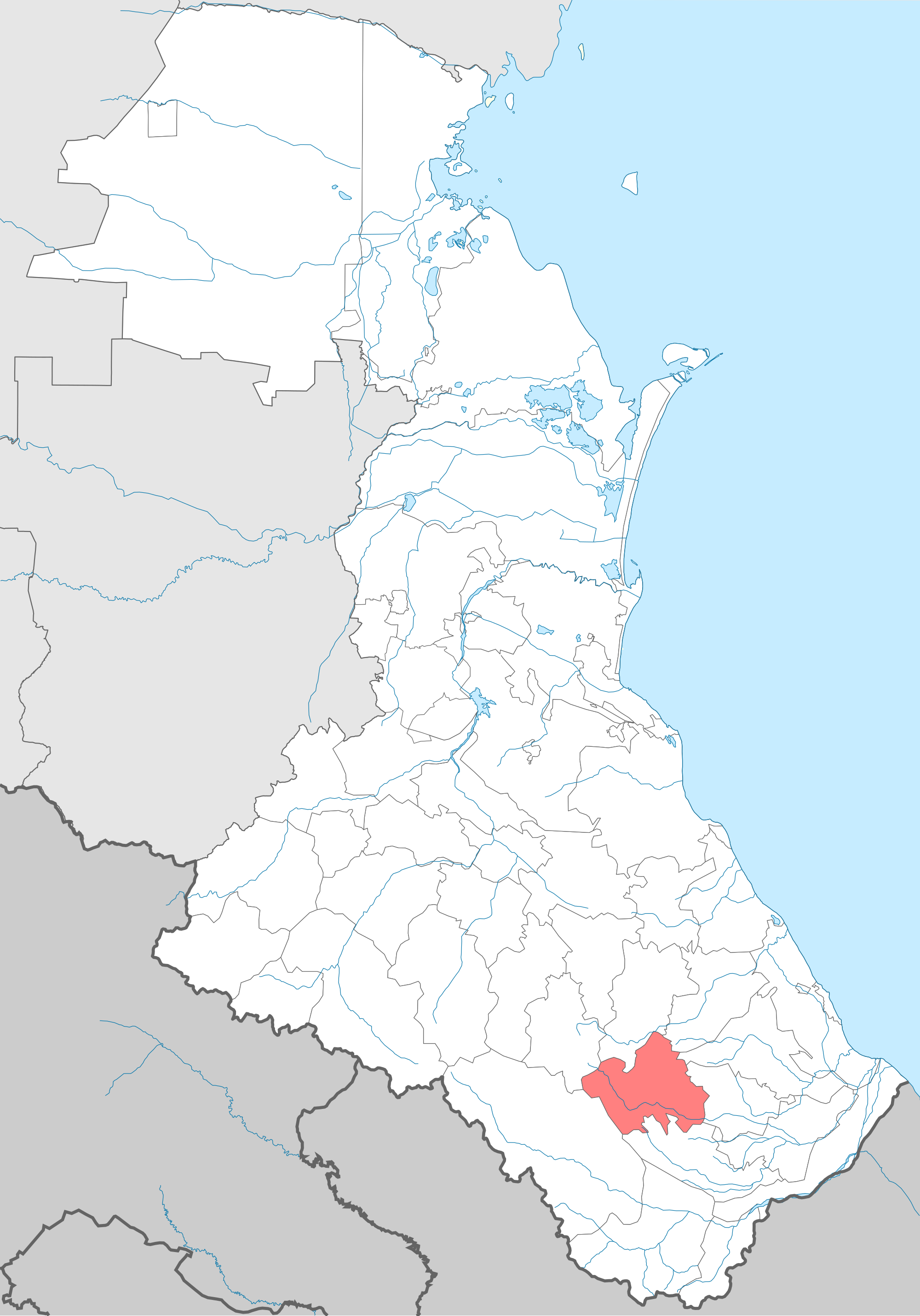
Az Agul járás Dagesztánban

## Népesség
- 1989-ben 7 465 lakosa volt, melyből 6 720 agul (90%), 626 dargin (8,4%), 56 tabaszaran, 19 lezg, 11 avar, 8 nogaj, 5 lak, 5 orosz, 4 azeri, 3 cahur, 3 kumik, 1 csecsen, 1 rutul.
- 2002-ben 11 290 lakosa volt, melyből 10 447 agul (92,5%), 797 dargin (7,1%), 16 tabaszaran, 7 avar, 7 orosz, 5 lezg, 4 cahur, 3 azeri, 2 kumik, 1 lak.
- 2010-ben 11 204 lakosa volt, melyből 10 369 agul (92,5%), 666 dargin (5,9%), 17 orosz, 15 lezg, 15 tabaszaran, 4 lak, 3 avar, 3 csecsen, 2 azeri, 2 cahur, 1 rutul.

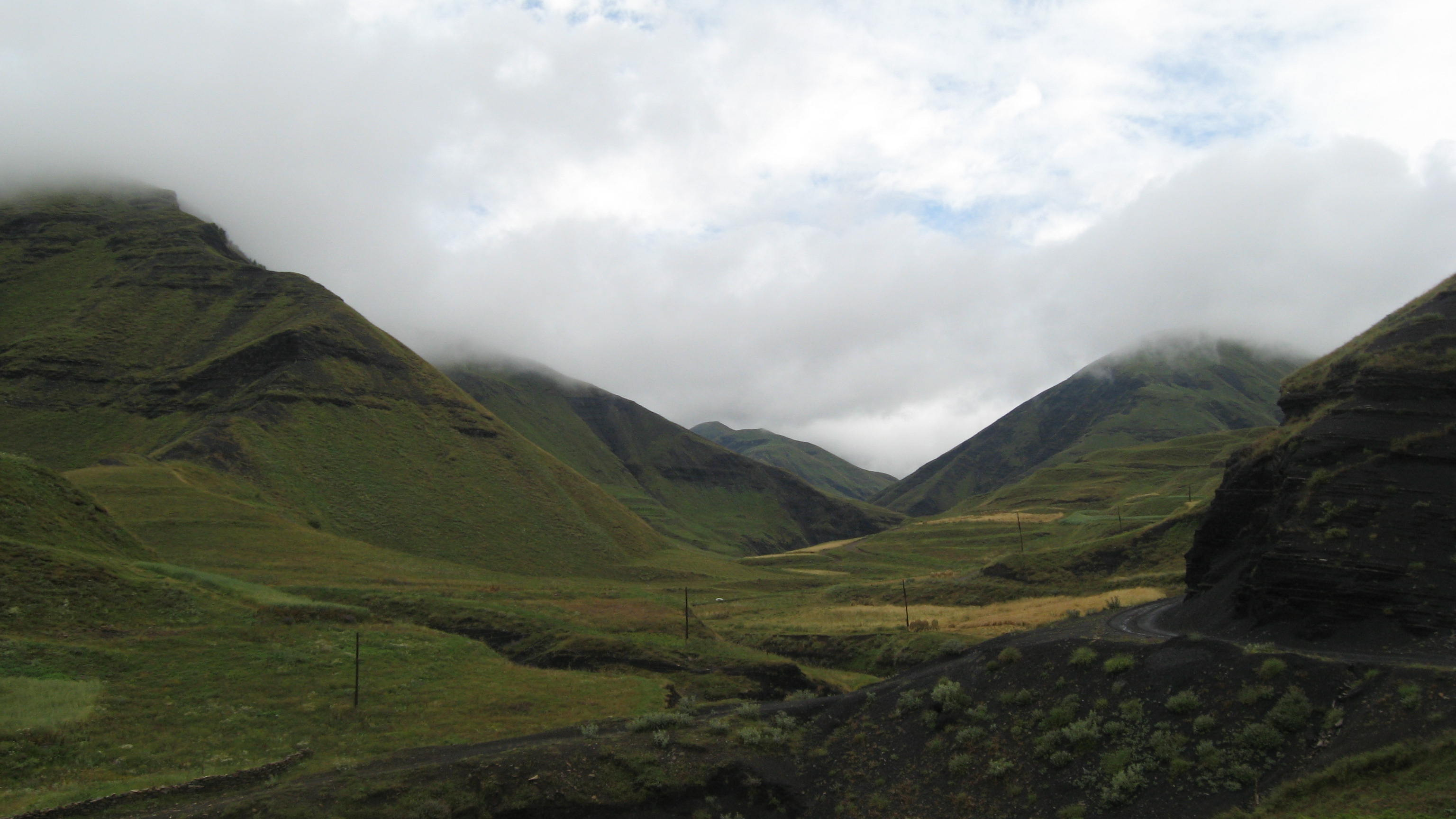
Hegyek az Agul járás területén